# Бердник Марія Ігорівна
Марія Ігорівна Бердник (нар. 3 січня 2003, Харків) — українська шахістка, майстер ФІДЕ.
Її рейтинг станом на червень 2023 року — 2290.

## Досягнення

### 2018
- Чемпіонат України з шахів серед дівчат до 16 років (Вінниця) — 1 місце[1];
- Півфінал чемпіонату України з шахів серед жінок (Краматорськ) — 1 місце[2];
- Чемпіонат світу з рапіду серед дівчат до 16 років (Греція) — 3 місце[3];
- Чемпіонат світу серед дівчат до 16 років (Греція) — 7 місце[4];
- Міжнародна командна олімпіда серед молоді до 16 років (Туреччина)  — 2 місце на п'ятій дошці.

### 2019
- Чемпіонат України з шахів серед юніорок до 20 років (Краматорськ) — 1 місце;
- Командний чемпіонат світу серед школярів (Вірменія) — 1 місце;
- Чемпіонат світу серед дівчат до 20 років (Індія) — 4 місце;
- Чемпіонат України з шахів серед жінок (Луцьк) — 4 місце[5];

### 2020
- Чемпіонат України з шахів серед юніорок до 20 років (Краматорськ) — 1 місце[6];
- Чемпіонат України зі швидких шахів серед юніорок до 20 років (Краматорськ) — 1 місце[7];
- Відкритий онлайн чемпіонат Європи (шахова платформа Chess.com)  — 1 місце;
- Перша командна всесвітня онлайн олімпіада (шахова платформа Chess.com) — 5 - 8 місце;

## Результати виступів у чемпіонатах України
Марія Бердник зіграла у двох фінальних турнірах чемпіонатів України, набравши загалом 8 очок із 18 можливих (+6-8=4).
| Рік  | Місто | Турнір                 | + | − | = | Результат | Місце |
| ---- | ----- | ---------------------- | - | - | - | --------- | ----- |
| 2018 | Київ  | 78-й чемпіонат України | 2 | 5 | 2 | 3 з 9     | 10    |
| 2019 | Луцьк | 79-й чемпіонат України | 4 | 3 | 2 | 5 з 9     | 4     |